# 白い熱球
『白い熱球』（しろいねっきゅう、White Ball) は、1963年の日本映画。主演：千葉真一、監督：佐伯清、製作：東映。モノクロ・シネマスコープ、79分。

## 概要
高校野球の目標・憧れの甲子園を目指す高校球児の青春・友情・苦闘と、支える人たちの交流を描いた作品。主人公で野球部のエースに荻原要太に千葉真一、要太と同じ野球部員に小川守と池田紀生、彼らを応援する女子生徒に志村妙子と新井茂子、野球部部長に南廣、野球部員が憧れる教師に故里やよい、野球嫌いの校長に伊藤雄之助らが配役されている。

## ストーリー
甲子園出場に燃える、荻原要太・堀田・篠原らを擁する魚谷高校野球部は、久留米絣の着物に袴というスタイルで部員を鍛える岩崎先生のもと、今日も野球の練習に励んでいる。この魚谷高に若く美しい女教師の平井ナミ子が赴任して来た。要太・堀田・篠原らは舞い上がるが、そんな彼らにいつも野球部を応援する若山ミドリ子と鈴木レイ子は呆れる。若山校長は毎週月曜日の1時間目に必ず訓話をする。しかし要太・堀田・篠原らは居眠りしていたので大騒ぎに発展。野球嫌いの若山校長が野球部を解散させると言い出した。

## キャスト
- 千葉真一 - 荻原要太

- 小川守 - 堀田
- 南廣 - 岩崎
- 志村妙子  - 若山ミドリ子
- 新井茂子 - 鈴木レイ子
- 星美智子 - 涼香
- 故里やよい - 平井ナミ子
- 清水一郎 - 荻原要助
- 不忍郷子 - 荻原サダ
- 風見章子 - 若山カズエ
- 福西祇人 - 新村竹雄
- 沢彰謙 - 新村義一
- 桧有子 - 新村友子
- 池田紀生 - 篠原
- 須賀良 - 大森
- 永島明 - 委員A
- 大東良 - 委員B
- 打越正八 - 委員C
- 大木史朗 - 委員D
- 弓恭子 - 委員E
- 須藤健 - 高田穂一
- 北原路子 - 高田タマ
- 若月輝夫 - コブやん
- 愛川かおる - アメリ子
- 藤井郁子 - フミ子
- 池山浩史 - 中川
- 長谷部健 - 杉浦
- 片山滉 - 酒井
- 伊藤雄之助 - 若山校長

## スタッフ
- 監督 - 佐伯清
- 脚色 - 棚田吾郎
- 原作 - 杉森久英
- 企画 - 根津昇・吉川義一
- 撮影 - 佐藤三郎
- 美術 - 進藤誠吾
- 音楽 - 小沢秀夫
- 録音 - 渡辺義夫
- 照明 - 森沢淑明
- 編集 - 鈴木寛
- スチール - 遠藤努

## 製作・興行
千葉真一演ずる主人公が甲子園で投球している実景は、柴田勲が甲子園で実際に投げている姿を使っている。本作では千葉が投球に入る瞬間、カメラが引き、柴田が投げる映像に切り替わっている。これは甲子園を超満員にしてマウンドに立つ千葉を撮影する予算は無かったので、柴田のニュース映像を買い、取り込んでいた。後年、千葉は柴田にこの経緯を話すと、柴田は知らなかったので驚いたが、間接的にとはいえ、千葉と共演できたことを柴田は喜んでいる。
国内興行時のキャッチコピーは「ユーモア溢れる軽快なタッチ！これぞ青春の快打！！」。